# Marco Polo (nave da crociera)
Marco Polo è stata una nave da crociera originariamente costruita come transatlantico e realizzata nell’allora Germania Est, presso il cantiere Mathias-Thesen-Werft di Wismar per la sovietica Compagnia di navigazione marittima del Baltico (Балтийское морское пароходство – БМП), per la quale è entrata in servizio nel 1965 venendo battezzata Aleksandr Pushkin. Dopo importanti modifiche e aggiunte, la nave ha navigato come Marco Polo per la Orient Lines dal 1993 al 2008.
Negli ultimi anni ha navigato per Cruise & Maritime Voyages, con sede nel Regno Unito e la sua controllata tedesca Transocean Tours. Dopo che nel 2020 la compagnia è entrata in amministrazione controllata a causa della pandemia del COVID-19, la nave è stata venduta all'asta da CW Kellock & Co.Ltd per 2.770.000 USD il 22 ottobre 2020.